# モートン岬

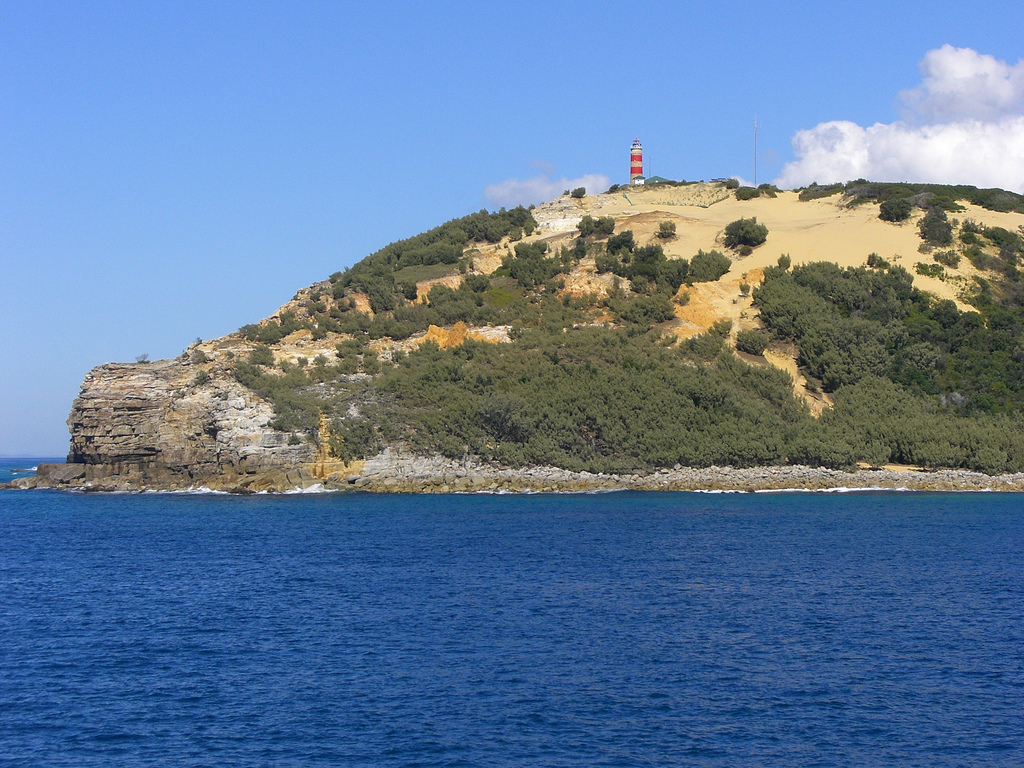
モートン岬

モートン岬（ケープ・モートン）, Cape Moreton は、モートン島（オーストラリア、クイーンズランド州南東部、国立公園）北東の端に位置する岬。1770年5月、ジェームズ・クックにより命名された。（当時のスペルは Cape Morton ）
ケープ・モートン灯台は、クイーンズランド最初の灯台。（砂岩造、1857年設立）